# UFC Fight Night: Rivera vs. Moraes
UFC Fight Night: Rivera vs. Moraes（ユーエフシー・ファイトナイト：リベラ・バーサス・モラエス、別名UFC Fight Night 131）は、アメリカ合衆国の総合格闘技団体「UFC」の大会の一つ。2018年6月1日、ニューヨーク州ユーティカのアディロンダック・バンク・センターで開催された。

## 大会概要
本大会ではジミー・リベラとマルロン・モラエスによるバンタム級戦が組まれた。

## 試合結果

### アーリープレリム
第1試合 フライ級 5分3R
○  ホセ・トーレス vs.  ジャレッド・ブルックス ×
2R 2:55 KO（スラム）
第2試合 バンタム級 5分3R
○  ナサニエル・ウッド vs.  ジョニー・エドゥアルド ×
2R 2:18 ダースチョーク

### プレリミナリーカード
第3試合 ライト級 5分3R
○  デスモンド・グリーン vs.  グレイゾン・チバウ ×
3R終了 判定3-0（30-27、30-27、29-27）
第4試合 ウェルター級 5分3R
○  ベラル・ムハマッド vs.  チャンス・レンカンター ×
3R終了 判定3-0（30-27、30-27、30-27）
第5試合 ライト級 5分3R
○  デビッド・テイマー vs.  ニック・レンツ ×
3R終了 判定3-0（30-27、30-27、29-28）
第6試合 女子フライ級 5分3R
○  シジャラ・ユーバンクス vs.  ローレン・マーフィー ×
3R終了 判定3-0（30-27、30-27、29-28）

### メインカード
第7試合 ライトヘビー級 5分3R
○  サム・アルビー vs.  ジャン・ヴィランテ ×
3R終了 判定2-1（29-28、28-29、29-28）
第8試合 フェザー級 5分3R
○  フリオ・アルセ vs.  ダニエル・テイマー ×
3R 2:55 リアネイキッドチョーク
第9試合 ウェルター級 5分3R
○  ベン・ソーンダース vs.  ジェイク・エレンバーガー ×
1R 1:56 TKO（ボディへの膝蹴り→パウンド）
第10試合 ヘビー級 5分3R
○  ウォルト・ハリス vs.  ダニエル・スピッツ ×
2R 4:59 TKO（左ストレート→グランドの肘打ち連打）
第11試合 ライト級 5分3R
○  グレゴール・ガレスピー vs.  ビンス・ピシェル ×
2R 4:06 肩固め
第12試合 バンタム級 5分5R
○  マルロン・モラエス vs.  ジミー・リベラ ×
1R 0:33 KO（左ハイキック→パウンド）

### 各賞
ファイト・オブ・ザ・ナイト： 該当なし
パフォーマンス・オブ・ザ・ナイト： マルロン・モラエス、グレゴール・ガレスピー、ベン・ソーンダース、ナサニエル・ウッド
各選手にはボーナスとして5万ドルが授与された。

### カード変更
負傷などによるカードの変更は以下の通り。